# Multifysica
Multifysica omvat simulaties die meerdere fysische modellen of meerdere fysische verschijnselen tegelijk behandelen. Bijvoorbeeld de combinatie van chemische kinetica en vloeistofdynamica of de combinatie van eindige elementen met moleculaire dynamica. Een eigenschap van multiphysische simulaties is dat ze bestaan uit gekoppelde systemen van partiële differentiaalvergelijkingen.
Bijna iedere fysische simulatie bestaat uit gekoppelde systemen, zoals E (elektrische) en B (magnetische) velden voor elektromagnetisme, druk en snelheid voor geluid of het imaginaire en reële deel van the kwantummechanische golffunctie.

## Enkelvoudige discretisatiemethoden
Er zijn vele commerciële pakketten die geschikt zijn voor het uitvoeren van multifysische simulaties. Deze pakketten maken over het algemeen gebruik van de eindige-elementenmethode of een vergelijkbare numerieke methode om gekoppelde fysica te simuleren. Voor het verkrijgen van nauwkeurige resultaten is het in veel gevallen noodzakelijk om wederzijdse invloeden mee te nemen als de materiaaleigenschappen binnen het ene domein (bijvoorbeeld een elektrisch veld) een effect hebben op de waarde in een ander domein (bijvoorbeeld temperatuur) en omgekeerd.

## Meervoudige discretisatiemethoden
Er zijn gevallen waarin iedere deelverzameling van partiële differentiaalvergelijkingen verschillend wiskundig gedrag heeft. Bijvoorbeeld wanneer een compressibele vloeistofstroming wordt gecombineerd met sterkteberekeningen of warmteoverdracht. Om in dergelijke gevallen een optimale analyse te verkrijgen, moet er voor iedere deelverzameling een andere discretisatiemethode worden toegepast. De compressibele stroming wordt bijvoorbeeld gediscretiseerd met eindige volumes en de gekoppelde warmteoverdracht met eindige elementen.